# Самар Амер Хамза
Самар Амер Ібрагім Хамза (4 квітня 1995 , Александрія ) — єгипетська борчиня вільного стилю, призерка чемпіонатів світу, шестиразова чемпіонка Африки. Чемпіонка Африки з пляжної боротьби.

## Спортивні результати на міжнародних змаганнях

### Виступи на Олімпіадах
| Змагання                    | Збірна | Вагова категорія          | Місце |
| --------------------------- | ------ | ------------------------- | ----- |
| Літні Олімпійські ігри 2016 | Єгипет | жіноча боротьба, до 75 кг | 12    |
| Літні Олімпійські ігри 2020 | Єгипет | жіноча боротьба, до 76 кг | 10    |

### Виступи на Чемпіонатах світу
| Змагання                        | Збірна | Вагова категорія          | Місце  |
| ------------------------------- | ------ | ------------------------- | ------ |
| Чемпіонат світу з боротьби 2017 | Єгипет | жіноча боротьба, до 75 кг | 16     |
| Чемпіонат світу з боротьби 2018 | Єгипет | жіноча боротьба, до 72 кг | 5      |
| Чемпіонат світу з боротьби 2019 | Єгипет | жіноча боротьба, до 68 кг | 22     |
| Чемпіонат світу з боротьби 2021 | Єгипет | жіноча боротьба, до 76 кг | Бронза |
| Чемпіонат світу з боротьби 2022 | Єгипет | жіноча боротьба, до 76 кг | Срібло |
| Чемпіонат світу з боротьби 2023 | Єгипет | жіноча боротьба, до 76 кг | 11     |

### Виступи на Чемпіонатах Африки
| Змагання                                 | Збірна | Вагова категорія          | Місце  |
| ---------------------------------------- | ------ | ------------------------- | ------ |
| Чемпіонат Африки з боротьби 2016         | Єгипет | жіноча боротьба, до 75 кг | Золото |
| Чемпіонат Африки з боротьби 2018         | Єгипет | жіноча боротьба, до 76 кг | Золото |
| Чемпіонат Африки з боротьби 2019         | Єгипет | жіноча боротьба, до 72 кг | Золото |
| Чемпіонат Африки з боротьби 2020         | Єгипет | жіноча боротьба, до 76 кг | Золото |
| Чемпіонат Африки з боротьби 2022         | Єгипет | жіноча боротьба, до 76 кг | Золото |
| Чемпіонат Африки з боротьби 2023         | Єгипет | жіноча боротьба, до 76 кг | Золото |
| Чемпіонат Африки з пляжної боротьби 2023 | Єгипет | жінки, понад 70 кг        | Золото |

### Виступи на Африканських іграх
| Змагання              | Збірна | Вагова категорія          | Місце  |
| --------------------- | ------ | ------------------------- | ------ |
| Африканські ігри 2019 | Єгипет | жіноча боротьба, до 68 кг | Бронза |
| Африканські ігри 2024 | Єгипет | жіноча боротьба, до 76 кг | Бронза |

### Виступи на Середземноморських іграх
| Змагання                    | Збірна | Вагова категорія          | Місце  |
| --------------------------- | ------ | ------------------------- | ------ |
| Середземноморські ігри 2015 | Єгипет | жінки, понад 70 кг        | Золото |
| Середземноморські ігри 2018 | Єгипет | жіноча боротьба, до 68 кг | Бронза |
| Середземноморські ігри 2022 | Єгипет | жіноча боротьба, до 76 кг | 4      |

### Виступи на Всесвітніх іграх військовослужбовців
| Змагання                                | Збірна | Вагова категорія          | Місце |
| --------------------------------------- | ------ | ------------------------- | ----- |
| Всесвітні ігри військовослужбовців 2019 | Єгипет | жіноча боротьба, до 68 кг | 12    |

### Виступи на Іграх ісламської солідарності
| Змагання                          | Збірна | Вагова категорія          | Місце |
| --------------------------------- | ------ | ------------------------- | ----- |
| Ігри ісламської солідарності 2017 | Єгипет | жіноча боротьба, до 75 кг | 4     |

### Виступи на інших змаганнях
| Змагання                                                       | Збірна | Вагова категорія          | Місце  |
| -------------------------------------------------------------- | ------ | ------------------------- | ------ |
| Турнір Дана Колова — Николи Петрова 2015                       | Єгипет | жіноча боротьба, до 75 кг | 8      |
| Відкритий чемпіонат Польщі з боротьби 2015                     | Єгипет | жіноча боротьба, до 75 кг | 11     |
| Олімпійський кваліфікаційний турнір з боротьби 2016 (Алжир)    | Єгипет | жіноча боротьба, до 75 кг | Срібло |
| Відкритий чемпіонат Польщі з боротьби 2016                     | Єгипет | жіноча боротьба, до 75 кг | 5      |
| Гран-прі Іспанії з боротьби 2016                               | Єгипет | жіноча боротьба, до 75 кг | Бронза |
| Турнір Дана Колова — Николи Петрова 2017                       | Єгипет | жіноча боротьба, до 75 кг | 10     |
| Pro Wrestling League 2018                                      | Єгипет | команда                   | 6      |
| Турнір Дана Колова — Николи Петрова 2019                       | Єгипет | жіноча боротьба, до 72 кг | 6      |
| Гран-прі Іспанії з боротьби 2019                               | Єгипет | жіноча боротьба, до 68 кг | Бронза |
| Меморіал Маттео Пелліконе 2021                                 | Єгипет | жіноча боротьба, до 76 кг | Срібло |
| Олімпійський кваліфікаційний турнір з боротьби 2020 (Хаммамет) | Єгипет | жіноча боротьба, до 76 кг | Золото |
| Турнір Дана Колова — Николи Петрова 2021                       | Єгипет | жіноча боротьба, до 76 кг | Бронза |
| Гран-прі «Іван Яригін» 2021                                    | Єгипет | жіноча боротьба, до 76 кг | Золото |
| Відкритий чемпіонат Польщі з боротьби 2021                     | Єгипет | жіноча боротьба, до 76 кг | 7      |
| Турнір міста Сассарі з боротьби 2021                           | Єгипет | жіноча боротьба, до 76 кг | Золото |
| Турнір Яшара Догу 2022                                         | Єгипет | жіноча боротьба, до 76 кг | 9      |
| Меморіал Болата Турлиханова 2022                               | Єгипет | жіноча боротьба, до 76 кг | Срібло |
| Турнір Зухає Сгає 2022                                         | Єгипет | жіноча боротьба, до 76 кг | Бронза |
| Відкритий чемпіонат Загреба з боротьби 2023                    | Єгипет | жіноча боротьба, до 76 кг | 10     |
| Турнір Ібрагіма Мустафи 2023                                   | Єгипет | жіноча боротьба, до 76 кг | 9      |
| Меморіал Імре Поляка та Яноша Варги 2023                       | Єгипет | жіноча боротьба, до 76 кг | 7      |
| Відкритий чемпіонат Загреба з боротьби 2024                    | Єгипет | жіноча боротьба, до 76 кг | 12     |
| Klippan Lady Open 2024                                         | Єгипет | жіноча боротьба, до 76 кг | Золото |
| Олімпійський кваліфікаційний турнір з боротьби 2024 (Стамбул)  | Єгипет | жіноча боротьба, до 76 кг | 13     |

### Виступи на змаганнях молодших вікових груп
| Змагання                                       | Збірна | Вагова категорія          | Місце  |
| ---------------------------------------------- | ------ | ------------------------- | ------ |
| Чемпіонат Африки з боротьби серед юніорів 2014 | Єгипет | жіноча боротьба, до 67 кг | Золото |
| Чемпіонат Африки з боротьби серед юніорів 2015 | Єгипет | жіноча боротьба, до 72 кг | Золото |
| Чемпіонат світу з боротьби серед юніорів 2015  | Єгипет | жіноча боротьба, до 72 кг | 13     |
| Чемпіонат світу з боротьби серед молоді 2018   | Єгипет | жіноча боротьба, до 72 кг | 8      |